# His Moral Code
His Moral Code è un cortometraggio muto del 1916 interpretato e diretto da E.H. Calvert. Gli altri interpreti del film sono Edward Arnold e Lillian Drew.

## Produzione
Il film fu prodotto dalla Essanay Film Manufacturing Company.

## Distribuzione
Distribuito dalla General Film Company, il film - un cortometraggio in tre bobine - uscì nelle sale cinematografiche statunitensi il 18 novembre 1916.